# Prawa człowieka w Zimbabwe

Położenie Zimbabwe w Afryce

Prawa człowieka w Zimbabwe opierają się na konstytucji uchwalonej w 1980 roku. Od 18 kwietnia 1980 do 21 listopada 2017 władzę w Zimbabwe sprawował Robert Mugabe (początkowo jako premier, a od 31 grudnia 1987 roku jako prezydent). Zgodnie z opiniami międzynarodowych organizacji, walczących o prawa człowieka i demokrację (m.in. Amnesty International), w Zimbabwe dochodzi do nagminnego łamania praw człowieka. Organizacja Freedom House zaliczyła w 2016 Zimbabwe do grupy państw częściowo wolnych.

## Kontekst prawno-polityczny
Zimbabwe jest republiką, z prezydentem jako głową państwa (od 31 grudnia 1987 Robert Mugabe). Najważniejszym aktem prawnym jest konstytucja (wielokrotnie nowelizowana, ostatnio w 2013 roku). Od chwili uzyskania niepodległości (od Wielkiej Brytanii 11 listopada 1965 roku jako Rodezja oraz ponownie od 17 kwietnia 1980 roku jako Zimbabwe) odbywają się wybory parlamentarne i prezydenckie. Zimbabwe należy do Unii Afrykańskiej, która w swoich założeniach ma m.in. chronić prawa człowieka na terenie całej Afryki.
Konstytucja opisuje Zimbabwe jako państwo unitarne, demokratyczne i suwerenne. 3. artykuł konstytucji zapewnia przestrzeganie podstawowych praw człowieka, równość płci oraz poszanowanie prawa przez rząd. Artykuł 15. nakazuje rządowi odpowiednie przestrzeganie zapasów żywnościowych oraz zachęca ludność do rozwijania i magazynowania zapasów żywnościowych. Artykuł 17. poświęcony jest przestrzeganiu równości płci. Prawa dziecka są zapewnione w 19. artykule. Politykę wobec osób starszych zawarto w 20. artykule. Prawo rodzinne opisano w 25. artykule, zaś 26. poświęcony jest małżeństwu.

## Kontekst historyczny

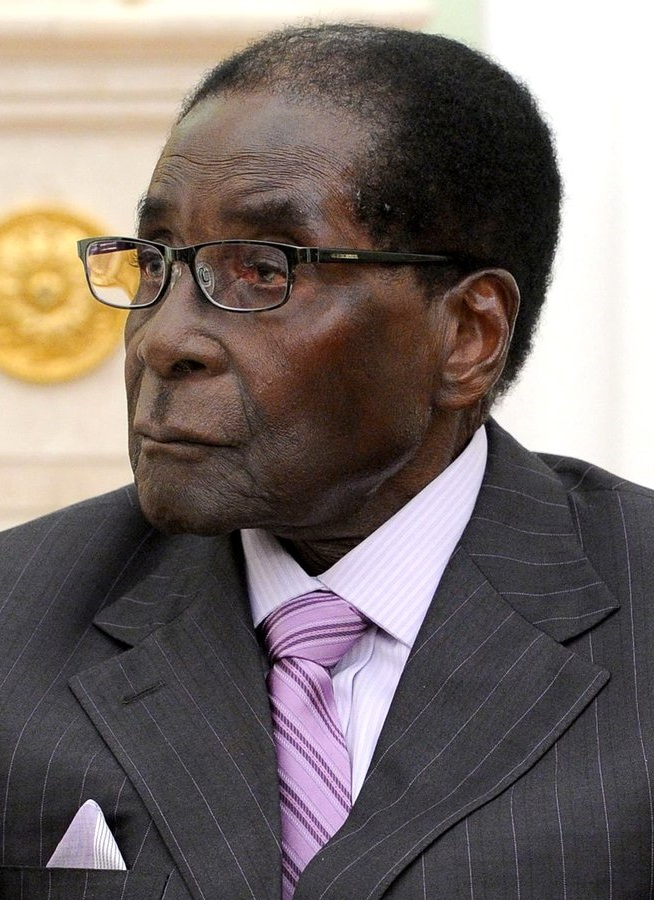
Robert Mugabe

11 listopada 1965 roku Rodezja ogłosiła niepodległość (nieuznaną przez żadne państwo świata i potępioną przez OJA i ONZ). Od początku istnienia Rodezji istniał problem dyskryminacji czarnych ludzi i segregacji rasowej. W 1967 Afrykański Ludowy Związek Zimbabwe (ZAPU) rozpoczął działania partyzanckie, skierowane przeciwko białym mieszkańcom kraju. W 1969 roku Rodezja uchwaliła konstytucję. Od 1972 roku białe władze państwa dążyły do przekształcenia Rodezji w drugie afrykańskie państwo apartheidu. Ogłoszono wówczas program prowincjonalizacji, przewidujący podział kraju na trzy terytoria: Białych, Szona i Matabele. Dwa ostatnie miały być podporządkowane władzy Białych.
Działania partyzanckie nasiliły się po uzyskaniu niepodległości przez portugalskie kolonie afrykańskie. Równolegle do nasilenia działań partyzantki powstał Patriotyczny Front Zimbabwe (PFZ), skupiający najważniejsze ugrupowania Rodezji: ZAPU oraz ZANU. Patriotyczny Front Zimbabwe otrzymał poparcie od OJA i koalicji państw frontowych Afryki Południowej. Pod naciskiem USA, RPA i Wielkiej Brytanii premier Rodezji Ian Smith wystąpił z propozycją zawarcia porozumienia wewnętrznego. Po rokowaniach w 1978 roku utworzono rząd tymczasowy. Nowo powstały rząd zniósł segregację rasową i dyskryminację czarnych. W 1979 roku uchwalono nową konstytucję.
W 1979 roku przeprowadzono wybory parlamentarne, które wygrała Zjednoczona Afrykańska Rada Narodowa (UANC, wcześniej ANC). Powołano rząd, na czele z Abelą Muzorewą. W czerwcu 1979 roku proklamowano państwo pod nazwą Zimbabwe-Rodezja. PFZ nie uznał nowo utworzonego rządu. Wkrótce potem Wielka Brytania przywróciła czasowo status brytyjskiej kolonii i przeprowadziła w 1980 roku nowe wybory do parlamentu, które wygrała partia ZANU. Nowym premierem został Robert Mugabe, który utworzył koalicję rządową między ZANU a PF/ZAPU. W kwietniu 1980 roku proklamowano niepodległość Zimbabwe.
W nowo powstałym państwie wybuchły walki polityczne w łonie koalicji rządowej między ZANU a PF/ZAPU. Konflikt pomiędzy partiami wybuchł na tle różnic ideologicznych, konfliktu międzyplemiennego i rywalizacji pomiędzy liderami partii (Mugabe i Nkomo). W 1982 roku koalicja rozpadła się, a ZANU objęła pełną władzę w państwie. W 1984 roku podczas zjazdu partyjnego ZANU przekształcono Zimbabwe w państwo socjalistyczne. Rok później wybory parlamentarne wygrał ZANU. W 1987 roku urząd prezydenta objął Mugabe. W tym samym czasie zawarto porozumienie pomiędzy ZANU i PF/ZAPU, w wyniku czego powstał Afrykański Narodowy Związek Zimbabwe (ZANU–PF) z Mugabe na czele. Trudności gospodarcze i wdrażanie programu socjalistycznego spowodowały wzrost tendencji opozycyjnych. W 1989 roku powstał opozycyjny Ruch Jedności Zimbabwe (ZUM). Wybory prezydenckie w 1990 i w 1995 wygrał ponownie Mugabe (w 1995 był jedynym kandydatem na urząd prezydenta). Odbywające się równolegle wybory parlamentarne wygrywała partia ZANU–PF. W 1990 roku zmodyfikowano konstytucję. W 1991 roku Robert Mugabe zrezygnował z dążenia do przekształcenia Zimbabwe w państwo jednopartyjne.
Dużo kontrowersji przyniósł projekt reformy rolnej w 1998 roku przewidujący odbieranie ziem białym farmerom. Reforma miała rozwiązać problem bezrobocia oraz zwiększyć poparcie dla rządu i prezydenta ze strony uboższych. W 2000 roku rozpoczęto wywłaszczanie białych właścicieli i rozdzielanie ziemi pomiędzy weteranów walk o niepodległość Zimbabwe i bezrobotnych. Pierwotni właściciele nie otrzymali żadnego odszkodowania. W wyniku reformy pogorszyła się sytuacja gospodarcza. Ustawa rolna przyczyniła się do wzrostu napięcia w stosunkach pomiędzy Zimbabwe a Wielką Brytanią i innymi członkami brytyjskiej Wspólnoty Narodów (w 2003 roku Zimbabwe opuściło Wspólnotę Narodów). W 2000 roku wybory parlamentarne wygrała ZANU–PF (zdobywając minimalną przewagę nad powstałą w 1999 roku partią Ruch na rzecz Demokratycznej Zmiany (MDC)). Opozycja oskarżyła wówczas rząd o masowe fałszerstwa.
W 2000 roku na skutek przeprowadzonej reformy rolnej oraz fałszerstw wyborczych, ZANU-PF ponownie wygrał wybory parlamentarne. W 2002 roku Robert Mugabe ponownie objął urząd prezydenta.

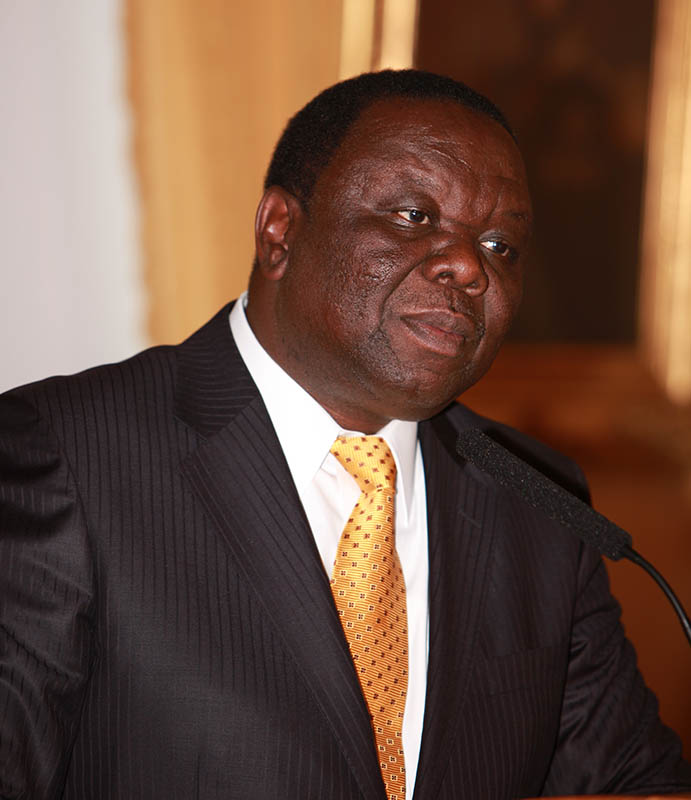
Morgan Tsvangirai

29 marca 2008 roku odbyła się pierwsza tura wyborów prezydenckich w których wystartowali: Robert Mugabe, Morgan Tsvangirai, Simba Makoni i Langton Towungana. Początkowo wybory prezydenckie wygrał Morgan Tsvangirai, który nie uzyskał zdecydowanej większości (zdobył 47,9%, zaś Mugabe otrzymał 43,2%). Drugą turę zaplanowano na 27 czerwca. W okresie pomiędzy turami wyborów bojówki partii (ZANU-PF) terroryzowały opozycjonistów. W wyniku działań bojówek ZANU–PF Tsvangirai wycofał swoją kandydaturę. Mugabe pozostał jedynym kandydatem, ale zdecydował się na przeprowadzenie wyborów.
W 2009 roku zimbabweński działacz praw człowieka Morgan Tsvangirai objął urząd premiera. W 2013 roku odbyły się wybory prezydenckie, które wygrał Mugabe (zdobywając 61,09% głosów). 11 września 2013 Mugabe zniósł urząd premiera Zimbabwe, a na czele rządu stanął prezydent.

## Wolność słowa
Rząd Zimbabwe dopuszcza się do zamykania niezależnych źródeł medialnych oraz organizacji pozarządowych. 20 lipca 2004 roku podczas posiedzenia parlamentu uchwalono poprawki do wszystkich ustaw, które naruszają prawa człowieka do wolności słowa, wolnych związków i zgromadzeń i do dostosowania narodowego ustawodawstwa z Międzynarodowymi Paktami Praw Obywatelskich i Politycznych, Kartą Afrykańską oraz innymi międzynarodowymi standardami praw człowieka. W raporcie Amnesty International z 2015 roku Zimbabwe znalazło się w grupie szesnastu afrykańskich państw, w których masowo łamie się wolność słowa. Wg raportu Freedom House z 2016 roku, w Zimbabwe nie istnieje wolność słowa prasy, zaś wolność słowa w internecie jest ograniczona.
W rankingu opracowanym w 2016 roku przez organizację Reporterzy bez Granic Zimbabwe zajęło 124. miejsce.
Władze w Zimbabwe w lipcu 2016 roku zablokowały możliwość korzystania z aplikacji społecznościowej WhatsApp. WhatsApp służył członkom opozycji do kontaktowania się pomiędzy sobą. Bezpośrednią przyczyną blokady aplikacji były wpisy Zimbabweńczyków, którzy często umawiali się na organizowanie ogólnokrajowych strajków związanych z opóźnieniem w wypłacaniu comiesięcznego wynagrodzenia. Po blokadzie WhatsApp grupa Anonymous przeprowadziła ataki na strony rządowe.

## Sytuacja policji, wojska i sądów
Siły zbrojne są całkowicie podporządkowane ZANU–PF. Dobór ludzi do jej szeregów jest prowadzony według klucza partyjnego. Przy pomocy północnokoreańskich agentów Robert Mugabe utworzył tzw. 5 brygadę, z którą przeprowadził w 1982 roku czystki w armii, podporządkował sobie wszystkie siły zbrojne w kraju oraz spacyfikował ludność Ndebele zamieszkującą południe kraju – w wyniku działań zginęło ok. 20 tys. osób. Zimbabweńska armia jest posłusznym narzędziem polityki Mugabe i ZANU–PF.
Rząd Zimbabwe dopuszcza się prześladowań niezależnych prawników i sędziów. Milicja w Zimbabwe jest skorumpowana. Często zdarza się umarzać śledztwa w sprawie rozpowszechnionych twierdzeń o torturach i złym traktowaniu ofiar sił obronnych i młodocianej milicji.

## Prawa polityczne
Rząd Roberta Mugabe systematycznie łamie prawa polityczne. Podczas kampanii wyborczych przed wyborami prezydenckimi lub parlamentarnymi dochodzi do prześladowań członków opozycji poprzez: stosowanie tortur, grożenie, gwałty na kobietach, niewydawanie żywności przez rządową Radę ds. Handlu Zbożem (GMB). Wyniki wyborów były często fałszowane. Podczas kampanii prezydenckiej w 2008 roku wojsko zastraszało Zimbabweńczyków i zmuszało ich do głosowania na Roberta Mugabe. Główny kontrkandydat Roberta Mugabe z wyborów w 2008 roku – Morgan Tsvangirai – został zatrzymamy przez policję w pobliżu Bulawayo. Tsvangirai został aresztowany dzień po wydaniu krytycznego raportu Amnesty International, który opisywał naruszenia praw człowieka podczas wyborów prezydenckich i parlamentarnych. Pomimo zwycięstwa podczas pierwszej tury wyborów prezydenckich, polityk ten wycofał się z drugiej tury po otrzymaniu kolejnych pogróżek.

## Kara śmierci
| Rok  | Liczba skazanych |
| ---- | ---------------- |
| 2007 | 0                |
| 2008 | 0                |
| 2009 | 7+               |
| 2010 | 8                |
| 2011 | 1+               |
| 2012 | 11+              |
| 2013 | 16               |
| 2014 | 10               |
| 2015 | 0                |
| 2016 | 0                |

W Zimbabwe obowiązuje kara śmierci, lecz nie jest ona wykonywana. Na karę śmierci można skazać winnych zabójstwa, działalności terrorystycznej, przestępstw wojskowych, zbrodni przeciwko ludzkości. Wszystkie wyroki śmierci wykonuje się poprzez powieszenie. Ostatnią egzekucję przeprowadzono 22 lipca 2005 roku. W więzieniach przebywa obecnie 76 osób skazanych na karę śmierci. W 1994 roku wprowadzono prawo zakazujące skazywania na karę śmierci osób poniżej 18. roku życia. Na karę śmierci nie można skazać ciężarnej kobiety oraz osoby powyżej 70. roku życia. W 2010 roku rząd Zimbabwe ogłosił, że poszukuje profesjonalnego kata do przeprowadzenia wyroków. Na początku 2016 roku rząd Zimbabwe zatrudnił nowego kata.

## Wolność sumienia
Konstytucja Zimbabwe zapewnia wolność sumienia. Rząd Zimbabwe zazwyczaj przestrzega prawa do wolności sumienia. W 2010 roku 66,8% mieszkańców Zimbabwe należy do różnych denominacji protestanckich, zaś 10,3% wyznaje katolicyzm.

## Prawa kobiet
Ze względu na błędną politykę gospodarczą, która doprowadziła wielu mieszkańców do ubóstwa, oraz łamanie praw człowieka przez policję i armię, która jest podporządkowana rządowi, prawa kobiet są nagminne łamane. Wiele zimbabweńskich kobiet działa w organizacji Koalicja Kobiet domagającej się przestrzegania praw człowieka w państwie. Zimbabweńskie aktywistki na rzecz praw człowieka wielokrotnie były ofiarami łamania praw kobiet. Obok aresztowań bez uzasadnień, policja i wojskowi dopuszczali się do obrażania kobiet na tle seksualnym oraz tortur. Często aresztowano kobiety w ciąży oraz kobiety z dziećmi. Aktywistki na rzecz praw człowieka były oskarżane o współpracę z rządem brytyjskim lub amerykańskim w celu obalenia obowiązującego ustroju i rządu w Zimbabwe. Członkinie Koalicji Kobiet nie mogą kupować kukurydzy od GMB.

## Prawa ekonomiczne i socjalne

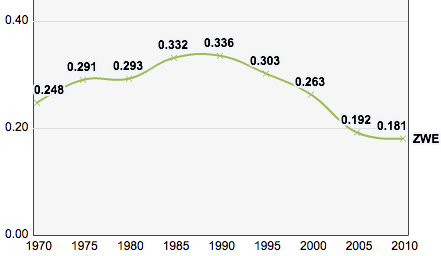
Wskaźnik rozwoju społecznego dla Zimbabwe na przestrzeni lat

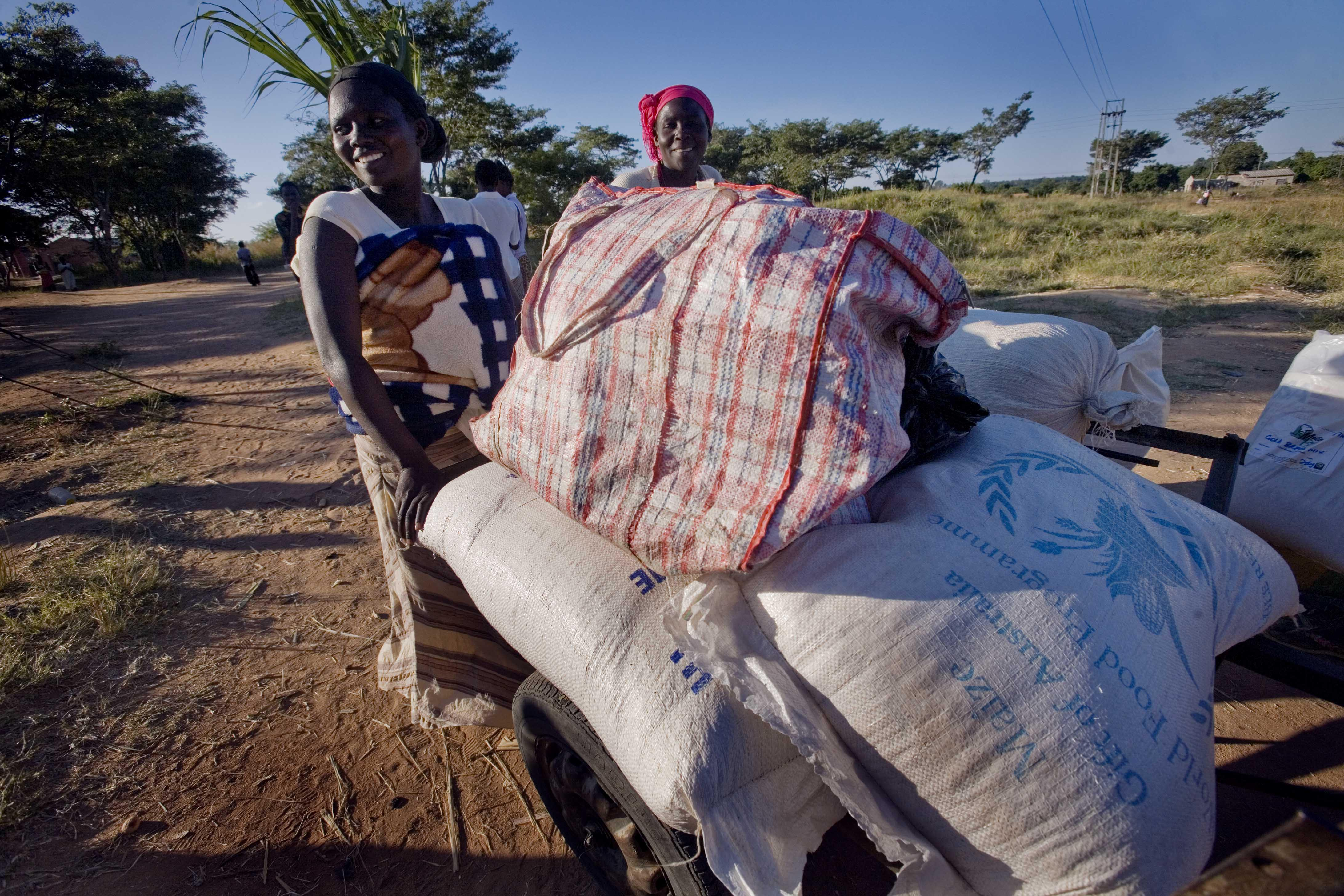
Wydawanie pomocy żywnościowej w Harare – 2009 rok

Prawa ekonomiczne i socjalne nie są przestrzegane. Zła polityka gospodarcza Mugabe doprowadziła do problemów z wyżywieniem ludności oraz do dużego ubóstwa. Problemy te nasiliła także susza w latach 1991–1992. Po 2000 roku ¼ ludności Zimbabwe (liczącej wówczas 13 mln mieszkańców) głodowała. Według raportu Światowej Organizacji Zdrowia z 2008, ok. 5,5 mln Zimbabweńczyków była wówczas zagrożona głodem. Organizacja World Food Programe w raporcie z 2016 roku stwierdziła, że 72% Zimbabweńczyków żyje poniżej granicy ubóstwa. Poważnym problemem jest niewypłacanie pensji w terminie – duża część publicznych pieniędzy jest roztrwaniana przez urzędników. Z powodu niewypłacania pensji strefie budżetowej zimbabweńskie związki zawodowe ogłosiły w lipcu 2016 roku strajk generalny, których objął cały kraj. Zimbabweński rząd jest największym pracodawcą w kraju, zaś 80% budżetu kraju jest przeznaczone na pensje dla pracowników sfery budżetowej.
W Zimbabwe dużym problemem jest bardzo niska średnia długość życia (w 2008 roku wyniosła 34 lata dla kobiet i 36 dla mężczyzn, przy czym w 1980 roku wyniosła 63 lata dla kobiet i 54 dla mężczyzn). Gdy w 2009 wybuchła epidemia cholery, Mugabe zbagatelizował jej rzeczywiste rozmiary i oskarżył Wielką Brytanię o sianie propagandy skierowanej przeciwko jego polityce. Na cholerę zachorowało wówczas ok. 80 tys. osób, z czego ponad 5000 zmarło. Rocznie na AIDS umiera ok. 180 tys. ludzi.
Prawo do własności nie jest przestrzegane. W maju 2005 roku przeprowadzono przymusowe eksmisje tysięcy nieformalnych handlarzy i ich rodzin. Osoby te mieszkały na postawionych nielegalnie osiedlach, rozsianych po całym kraju. Działania te były częścią operacji Murambatsvina (powszechnie tłumaczonej jako „wyrzucenie ze śmietniska”). Eksmisje przeprowadzono bez nakazu sądowego i wcześniejszego zawiadomienia. Podczas operacji służby ochrony i policja dopuszczała się palenia domów, niszczenia własności i bicia mieszkańców. 26 maja 2005 roku ponad 10 tys. osób usunięto ze swoich domostw na nieformalnym osiedlu Hatchliffe Extension, znajdującym się w północnym Harare. Świadkowie zeznali, że policja niszczyła gospodarstwa i pozostawiała rodziny bez dachu nad głową w zimową noc. Wcześniej wielu mieszkańców Hatchliffe Extension zamieszkało tam dzięki pomocy rządu. W czasie operacji wielu handlarzy straciło swoje towary pod zarzutem prowadzenia nielegalnego interesu. Niszczono także towary osobom, które posiadały odpowiednie zezwolenia.

### Reforma rolna
Największe kontrowersje w polityce gospodarczej Mugabe przyniosła reforma rolna z 1998 roku, która przewidziała odbieranie ziem białym farmerom. Przed wprowadzeniem nowego prawa biali mieszkańcy posiadali ok. 70% ziem, zaś farm białych było ok. 6000. W latach 80. i 90. władza tolerowała białych właścicieli, którzy nie uczestniczyli w życiu politycznym Zimbabwe oraz zarządzali farmami stanowiącymi podstawę gospodarki kraju. Na początku lat 80. farmy dawały ok. 90% ogółu produkcji rolnej w Zimbabwe.
Reformę weszła w życie w 2000 roku. Według Amnesty International, podczas przeprowadzenia reformy rolnej doszło do zabijania ludzi oraz masowej konfiskaty majątku, w wyniku czego wielu ludzi straciło ziemię, a wraz z nią, źródło swego pożywienia. Samo Amnesty International przyznało, że konieczna była reforma rolna, ale sposób, w której ją przeprowadzono pozostawia wiele do życzenia. Wiele żyznych ziem stanęło odłogiem, a tysiące miejsc pracy w rolnictwie utracono. Reformę przeprowadzono podczas kryzysu gospodarczego, w wyniku którego miliony mieszkańców Zimbabwe było zależnych od pomocy żywnościowej. Do końca 2003 roku wywłaszczono prawie 4000 gospodarstw.
Raport AI z 2004 roku skrytykował politykę państwowej Rady ds. Handlu Zbożem (GMB), który handlował i dystrybuował kukurydzę. GMB dopuściło się manipulowania zasobami dla zysków politycznych, nie przyznając kukurydzy dla zwolenników politycznej opozycji. W wielu przypadkach dostęp do kukurydzy otrzymali tylko członkowie partii ZANU–PF. W czasie kampanii wyborczej w 2000 roku GMB wydawała żywność tylko dla zwolenników ZANU–PF. Dyskryminacji GMB doświadczyli także rolnicy, którzy zmuszeni do pracy na nowo powstałych farmach otrzymali zaniżoną pensję.

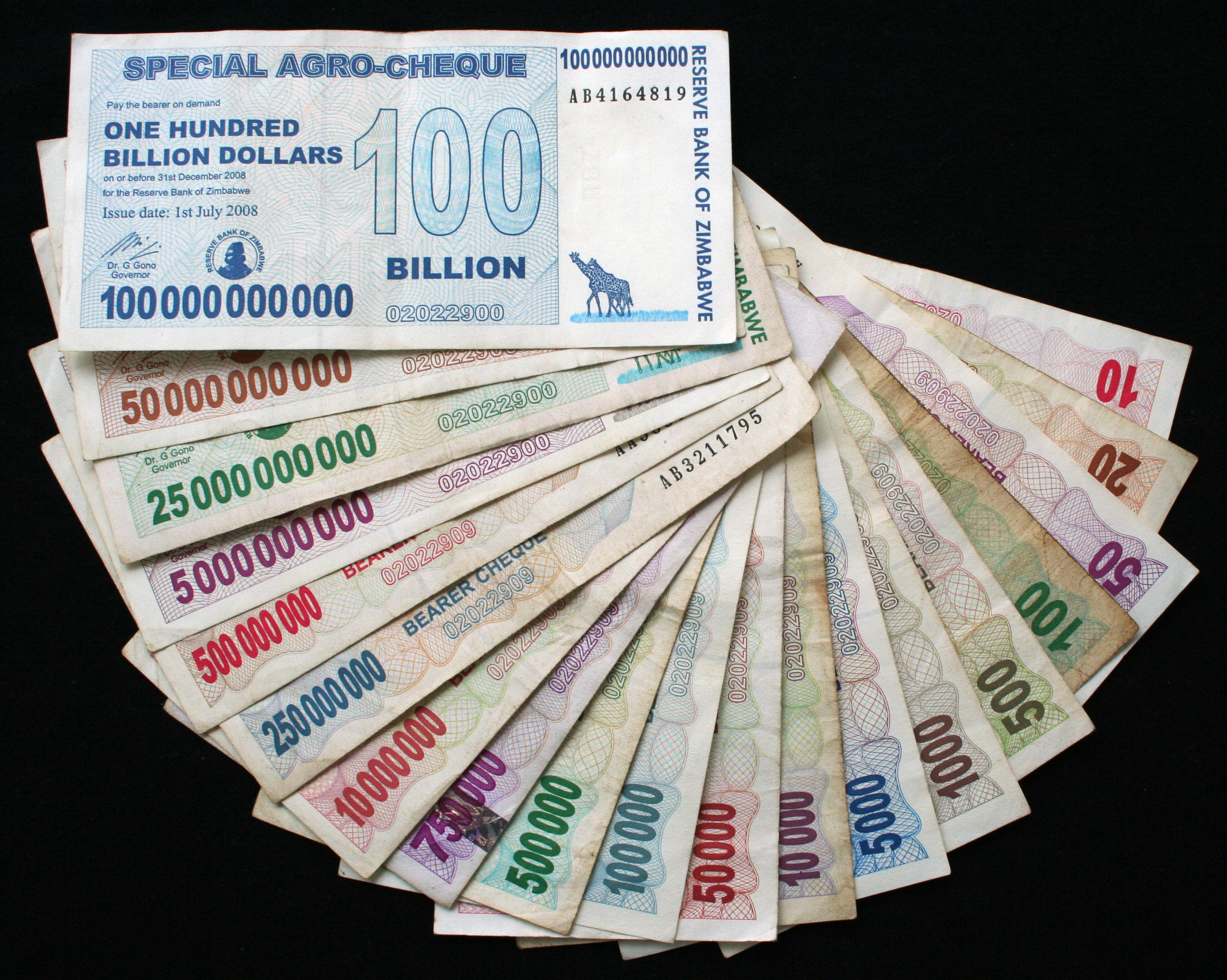
Banknoty z lat 2007–2008

Pomoc międzynarodowa dla głodujących mieszkańców Zimbabwe nie trafiała często do potrzebujących. Wielu dostawców nie dostarczało pomocy do nowych farm, w proteście przeciwko reformie rolnej. Rząd Zimbabwe zawiesił większość programów pomocowych dla głodujących w 2004 roku. W 2014 roku w Zimbabwe przebywało ok. 300 farmerów – pozostałych po wywłaszczeniu wydalono z Zimbabwe.

### Hiperinflacja

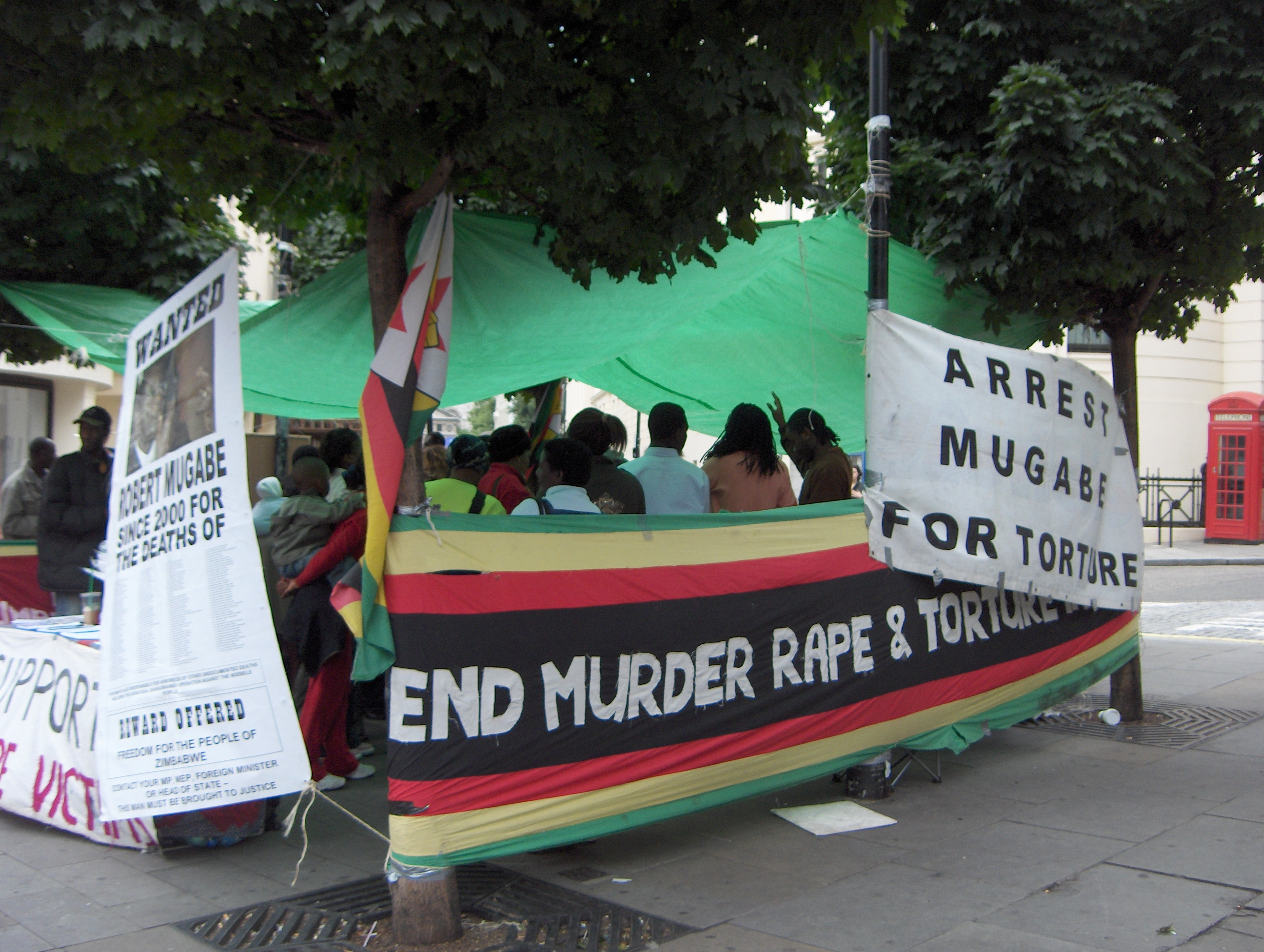
Demonstracja przeciwko rządom Mugabe – Londyn 2006

Narastająca od 1998 roku inflacja pogorszyła sytuację mieszkańców Zimbabwe. Inflacja z 1998 roku wynoszącą 32% wzrosła w ciągu sześciu lat do 133%. W 2005 roku wyniosła wg oficjalnych danych 267%, choć według szacunków przekroczyła 600%. W listopadzie 2008 roku inflacja przekroczyła 12 950 000 000 000 000%. Hiperinflacja zubożyła Zimbabweńczyków. W grudniu 2015 roku do koszyka walut, w których rozlicza się transakcje publiczne w Zimbabwe dołączył chiński yuan.

## Reakcje międzynarodowe
Unia Europejska, Stany Zjednoczone i ONZ krytykują rząd w Zimbabwe, który dopuszcza się do łamania praw człowieka. 24 kwietnia 2007 roku Ryszard Czarnecki przemówił w Parlamencie Europejskim dążąc do utworzenia rezolucji wobec Zimbabwe. Parlament Europejski uchwalił 6 lutego 2013 roku rezolucję w sprawie aresztowań działaczy praw człowieka w Zimbabwe (2013/2536(RSP)), a 20 maja 2015 roku rezolucję w sprawie obrońcy praw człowieka Itaia Dzamary działającego w tym kraju. W 2014 roku Trybunał Konstytucyjny Republiki Południowej Afryki orzekł, że zarzuty tortur popełnionych w Zimbabwe przez i wobec obywateli i obywatelek Zimbabwe muszą zostać zbadane przez policję RPA.
Po zablokowaniu aplikacji WhatsApp (wykorzystywanej do organizowania protestów przeciwko ZANU–PF) w lipcu 2016 roku grupa Anonymous przeprowadziła włamania na strony rządowe.